# Matefredo de Narbona
Matefredo (em latim: Math(e)fredus; Matfred) foi um nobre, da família dos guilhérmidas, que governou como visconde do Viscondado de Narbona em meados do século X. Era filho de Odão e sua esposa Riquilda, a filha do conde de Barcelona Vifredo II e Garsinda de Ampúrias. Era irmão de Francão e quiçá Maiol II, que teria sido visconde em sucessão do pai deles. Antes da suposta ascensão de Maiol, que foi registrado apenas num documento de 946, a mãe deles teria assumido as prerrogativas viscondais do marido devido à minoridade dos filhos.
Em data incerta, casou com Adelaide, com quem gerou o seu futuro sucessor Raimundo I, o arcebispo Armengol e Traudegarda, que possivelmente se tornou abadesa, se assumido que respeitou o desejo de sua falecida mãe registrado em testamento. A primeiro vez que o casal aparece nas funções viscondais ocorre num documento de novembro de 952. Entre 958-959 e 963, Matefredo atuou como testemunha de vários atos e em 966, por ocasião duma peregrinação do casal para Roma, deixaram seu testamento no qual registram que legaram posses na Septimânia e Aquitânia, inclusive um alódio que pertenceu à defunta Riquilda, mãe do visconde. Matefredo faleceu em 966/969.